# 9 декември
9 декември е 343-тият ден в годината според григорианския календар (344-ти през високосна). Остават 22 дни до края на годината.

## Събития
- 536 г. – Византийският генерал Велизарий превзема Рим и прогонва племето остготи от пределите на Италия.
- 1212 г. – Фридрих II е коронован за крал на Германия.
- 1738 г. – Управата на полския град Вроцлав прогонва евреите от града.
- 1824 г. – По време на Войната за независимост на испанските колонии в Америка войските на генерал Антонио Сукре разгромяват последните испански части при Аякучо (дн. Перу).
- 1884 г. – В Чикаго Левант Ричардсън патентова ролковите кънки.
- 1885 г. – В Пирот е сключено примирието, с което се слага край на Сръбско-българската война.
- 1917 г. – Първата световна война: Англичаните отблъскват турците от Йерусалим и градът подпада под християнски контрол след столетия турска власт.
- 1922 г. – Основан е шведски футболен отбор Йоншьопингс Сьодра ИФ.
- 1923 г. – Започва работа XXI Народно събрание на България под председателството на професор Тодор Кулев, заменен на 5 януари 1926 г. от професор Александър Цанков.
- 1927 г. – Подписана е спогодбата Моллов – Кафандарис за размяна на население между България и Гърция.
- 1931 г. – Испания е провъзгласена за република.
- 1942 г. – В Рио де Жанейро е основан бразилският футболен клуб Ботафого де Футебол е Регаташ, след сливане на Клуб де Регаташ Ботафого с Електро клуб.
- 1953 г. – Американската компания Дженерал Електрик уволнява всички свои работници и служещи с комунистически убеждения.
- 1961 г. – Танганика получава независимост от Великобритания.
- 1963 г. – Занзибар става независима държава.
- 1967 г. – Николае Чаушеску става държавен глава на Румъния.
- 1987 г. – В териториите на Ивицата Газа и Западния бряг в Израел избухват масови безредици, които стават начало на Първата интифада.
- 1990 г. – Лех Валенса печели изборите за президент на Полша.
- 2001 г. – В България е учредена партията Съюз на свободните демократи и за неин лидер е избран Стефан Софиянски.
- 2011 г. – В Брюксел е подписан Договорът за присъединяване на Хърватия към Европейския съюз.

## Родени
- 1447 г. – Ченгхуа, китайски император († 1487 г.)
- 1594 г. – Густав II Адолф, крал на Швеция († 1632 г.)
- 1608 г. – Джон Милтън, британски поет и писател († 1674 г.)
- 1667 г. – Уилям Уистън, английски учен († 1752 г.)
- 1742 г. – Карл Вилхелм Шееле, шведски химик († 1787 г.)
- 1751 г. – Мари Луиз дьо Бурбон-Парм, кралица на Испания († 1819 г.)
- 1835 г. – Николай Павлович, български художник и литограф († 1894 г.)
- 1842 г. – Пьотър Кропоткин, руски учен и революционер († 1921 г.)
- 1859 г. – Тодор Йончев, български учител († 1940 г.)
- 1868 г. – Фриц Хабер, немски химик, Нобелов лауреат през 1918 г. († 1934 г.)
- 1881 г. – Войн Попович, сръбски военен и революционер († 1916 г.)
- 1883 г. – Николай Лузин, руски математик († 1950 г.)
- 1886 г. – Райко Даскалов, български политик и държавник († 1923 г.)
- 1895 г. – Долорес Ибарури, испанска комунистическа активистка († 1989 г.)
- 1900 г. – Джоузеф Нийдам, британски историк († 1995 г.)
- 1901 г. – Йодьон фон Хорват, австрийски писател († 1938 г.)
- 1906 г. – Грейс Хопър, американска програмистка, пионер в информатиката († 1992 г.)
- 1909 г. – Дъглас Феърбанкс-младши, американски актьор († 2000 г.)
- 1915 г. – Елизабет Шварцкопф, немска оперна певица – сопран († 2006 г.)
- 1916 г.
  - Волфганг Хилдесхаймер, немски писател († 1991 г.)
  - Кърк Дъглас, американски актьор († 2020 г.)
- 1917 г. – Джеймс Рейнуотър, американски физик, Нобелов лауреат през 1975 г. († 1986 г.)
- 1919 г. – Уилям Липскъм, американски биохимик, Нобелов лауреат през 1976 г. († 2011 г.)
- 1920 г. – Карло Адзельо Чампи, италиански политик († 2016 г.)
- 1926 г. – Хенри Кендъл, американски физик, Нобелов лауреат през 1990 г. († 1999 г.)
- 1929 г. – Джон Касавитис, американски режисьор, актьор и сценарист († 1989 г.)
- 1934 г.
  - Джуди Денч, британска актриса
  - Ирена Сантор, полска певица
- 1938 г. – Никола Котков, български футболист († 1971 г.)
- 1942 г. – Стефан Данаилов, български актьор и политик († 2019 г.)
- 1943 г. – Михаел Крюгер, немски писател
- 1946 г.
  - Белла Цонева, българска актриса
  - Димитър Токушев, български юрист († 2022 г.)
  - Соня Ганди, индийски политик от италиански произход
- 1947 г. – Яна Белин, английска шахматистка
- 1950 г. – Здравка Йорданова, българска състезателка по гребане, олимпийска шампионка
- 1952 г. – Майкъл Дорн, американски актьор
- 1953 г. – Джон Малкович, американски актьор
- 1956 г. – Улрих Пелцер, немски писател
- 1961 г. – Костадин Паскалев, български политик
- 1962 г. – Костадин Георгиев-Калки, български музикант и актьор
- 1964 г. – Паул Ландерс, германски китарист (Rammstein)
- 1967 г. – Кърт Енгъл, американси борец/кечист, олимпийски шампион по борба
- 1970 г. – Анна Гавалда, френска писателка

## Починали
- 1165 г. – Малкълм IV, крал на Шотландия (* 1142 г.)
- 1437 г. – Сигизмунд Люксембургски, немски император (* 1368 г.)
- 1565 г. – Пий IV, римски папа (* 1499 г.)
- 1641 г. – Антонис ван Дайк, фламандски художник (* 1599 г.)
- 1669 г. – Климент IX, римски папа (* 1600 г.)
- 1854 г. – Алмейда Гарет, португалски писател (* 1799 г.)
- 1880 г. – Иван Оклобжио, руски офицер (* 1821 г.)
- 1937 г. – Нилс Густаф Дален, шведски изобретател, Нобелов лауреат през 1912 г. (* 1869 г.)
- 1940 г. – Пиетро Малети, италиански офицер (* 1880 г.)
- 1943 г. – Никола Парапунов, комунистически партизанин (* 1909 г.)
- 1953 г. – Иван Деблев, български агроном, професор (* 1876 г.)
- 1955 г. – Адриана Будевска, българска актриса (* 1878 г.)
- 1956 г. – Рачо Ангелов, български лекар (* 1873 г.)
- 1969 г. – Стойко Стойков, български езиковед (* 1912 г.)
- 1970 г. – Артьом Микоян, съветски авиоконструктор (* 1905 г.)
- 1971 г. – Ралф Бънч, американски политолог, Нобелов лауреат (* 1904 г.)
- 1992 г. – Петър Чернев, български поп певец и композитор (* 1943 г.)
- 1996 г. – Начо Папазов, български политик (* 1921 г.)
- 2005 г. – Робърт Шекли, американски писател (* 1928 г.)
- 2008 г. – Юрий Глазков, съветски космонавт (* 1939 г.)
- 2021 г. – Лина Вертмюлер, италианска режисьорка (* 1928 г.)

## Празници
- ООН – Международен ден за борба с корупцията (от 2003 г.)
- Християнство – Зачатие на Света Анна (Анна)
- Северни Мариански острови – Ден на конституцията
- Танзания – Ден на независимостта (на Танганайка от Великобритания, 1961)